# Ginástica artística na Universíada de Verão de 2005 - Feminino
Os resultados femininos da ginástica artística na Universíada de Verão de 2005 contaram com todas as provas.

## Resultados

### Individual geral
Finais
| Posição           | Ginasta                  | Total  |
| ----------------- | ------------------------ | ------ |
| Medalha de ouro   | CHN Fan Ye               | 36,424 |
| Medalha de prata  | NED Suzanne Harmes       | 35,999 |
| Medalha de bronze | GBR Elizabeth Tweddle    | 35,624 |
| 4                 | PRK Sun Pyon Gwang       | 35,599 |
| 5                 | RUS Natalia Ziganchina   | 35,525 |
| 6                 | CHN Zhang Nan            | 35,473 |
| 7                 | JPN Miki Uemura          | 35,100 |
| 8                 | ITA Monica Bergamelli    | 34,961 |
| 9                 | ITA Maria Teresa Gargano | 34,811 |
| 10                | BRA Camila Comin         | 34,649 |
| 11                | RUS Elena Zamolodchikova | 34,636 |
| 12                | PRK Hae Yon Ri           | 34,374 |
| 13                | CZE Katerina Maresova    | 34,287 |
| 14                | SLO Zuzana Sekerova      | 34,087 |
| 15                | UKR Valeriya Maksyuta    | 33,949 |
| 16                | BRA Roberta Monari       | 33,874 |
| 17                | UKR Marina Proskurina    | 33,336 |
| 18                | MEX Iyerida Mogollon     | 32,275 |
| 18                | TUR Ebru Karaduman       | 32,274 |
| 20                | JPN Ayaka Sahara         | 32,136 |
| 21                | GBR Carolyn Fyfe         | 32,048 |
| 22                | MAS Fatiha Abd Nurul     | 31,774 |
| 23                | FIN Annukka Almenoska    | 31,612 |
| 24                | NOR Kathrine Hansson     | 30,924 |

| Posição           | Ginasta                  | Pontos |
| ----------------- | ------------------------ | ------ |
| Medalha de ouro   | NED Evi Neijssen         | 9,212  |
| Medalha de prata  | UKR Valeriya Maksyuta    | 9,187  |
| Medalha de bronze | UKR Marina Poskurina     | 9,162  |
| 4                 | RUS Elena Zamolodchikova | 9,131  |
| 5                 | PRK Yun Mi Kang          | 9,125  |
| 6                 | JPN Manami Ishizaka      | 9,043  |
| 7                 | PRK Sun Pyon Gwang       | 8,968  |
| 8                 | POL Joanna Skowronska    | 8,806  |

| Posição           | Ginasta               | Pontos |
| ----------------- | --------------------- | ------ |
| Medalha de ouro   | GBR Elizabeth Tweddle | 9,587  |
| Medalha de ouro   | PRK Jong Ok Han       | 9,537  |
| Medalha de bronze | CHN Fan Ye            | 9,462  |
| 4                 | CHN Chen Miaojie      | 9,375  |
| 5                 | BRA Daiane dos Santos | 9,300  |
| 6                 | JPN Ayaka Sahara      | 8,725  |
| 7                 | RUS Olga Azarkevich   | 8,687  |
| 8                 | BRA Camila Comin      | 7,875  |

| Posição           | Ginasta               | Pontos |
| ----------------- | --------------------- | ------ |
| Medalha de ouro   | CHN Zhang Nan         | 9,487  |
| Medalha de prata  | CHN Fan Ye            | 9,200  |
| Medalha de bronze | GBR Elizabeth Tweddle | 8,950  |
| 4                 | ITA Ilaria Colombo    | 8,862  |
| 5                 | NED Suzanne Harmes    | 8,812  |
| 6                 | UKR Marina Proskurina | 8,787  |
| 7                 | MEX Iyerida Mogollon  | 8,712  |
| 8                 | JPN Miki Uemura       | 8,662  |

| Posição           | Ginasta               | Pontos |
| ----------------- | --------------------- | ------ |
| Medalha de ouro   | BRA Daiane dos Santos | 9,525  |
| Medalha de prata  | CHN Fan Ye            | 9,362  |
| Medalha de bronze | CHN Zhang Nan         | 9,162  |
| 4                 | RUS Olga Azarkevich   | 9,025  |
| 5                 | UKR Alina Kozich      | 8,962  |
| 6                 | ITA Monica Bergamelli | 8,862  |
| 7                 | GBR Elizabeth Tweddle | 8,762  |
| 8                 | PRK Un Jong Kim       | 8,025  |

### Equipes
Finais
| Posição           | País            | Total   |
| ----------------- | --------------- | ------- |
| Medalha de ouro   | China           | 110,258 |
| Medalha de prata  | Coreia do Norte | 105,272 |
| Medalha de bronze | Rússia          | 104,998 |
| 4                 | Itália          | 104,546 |
| 5                 | Japão           | 103,796 |
| 6                 | Ucrânia         | 103,272 |
| 7                 | Brasil          | 102,846 |
| 8                 | Turquia         | 92,448  |